# 小行星6587
小行星6587（6587 Brassens）是一颗绕太阳运转的小行星，为主小行星带小行星。该小行星于1984年11月27日发现。

## 轨道参数
小行星6587的轨道半长轴为2.4547549 UA，离心率为0.065。